# Federación de baloncesto de Italia

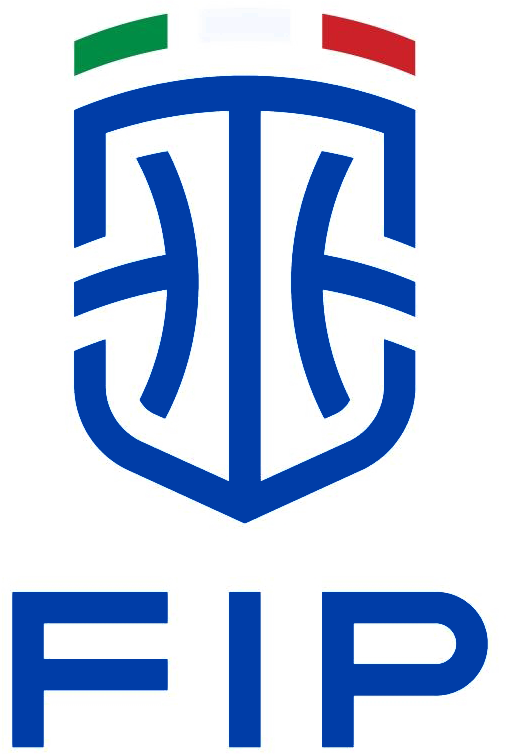
Logo de la Federación en 2022

La FIP (por sus siglas en italiano Federazione Italiana Pallacanestro) es el organismo que rige las competiciones de clubes y la Selección nacional de Italia. Pertenece a la asociación continental FIBA Europa.

## Registros
- 3700 Clubes Registrados.
- 31364 Jugadoras Autorizadas
- 167800 Jugadores Autorizados
- 340323 Jugadores NoAutorizados